# Aprimira
Aprimira ist eine Mirabellensorte, die in der Forschungsanstalt für Garten- und Weinbau in Geisenheim aus einem Zufallssämling der Mirabelle von Herrenhausen entstanden ist. Ihre Synonyme sind Miracose, Aprikola, Apribelle und Aprikosenmirabelle. Entgegen der von einigen Baumschulen und Pflanzenhändlern aus Marketingzwecken verbreiteten Angabe, ist die Aprimira keine Kreuzung aus Mirabelle und Aprikose, sondern eine Mirabelle. Ein Zufallssämling der beiden Obstarten wäre aus zeitlichen Gründen, die Aprikose blüht sehr früh und die Mirabelle wiederum sehr spät, gar nicht möglich. Die Forschungsanstalt wollte mit der Namensgebung lediglich auf die Ähnlichkeit der Früchte mit denen der Aprikose hinweisen.

## Frucht
Die Frucht ist für eine Mirabelle relativ groß, länglich oval und gelb bis orange mit sonnenseits rosa-violett überzogenen Bäckchen. Das Fruchtfleisch ist fest, gelborange und honigsüß mit sehr feinem, wohlschmeckendem Aroma. Sie ist gut steinlöslich. Die Reifezeit entspricht der der Hauptsorte Mirabelle von Nancy, je nach Klima etwa zwischen Mitte August und Anfang September.